# Amelia Mecherini
Amelia Mecherini (Firenze, 13 febbraio 1886 – Firenze, 1960) è stata una pittrice italiana.

## Biografia
Amelia Mecherini nacque a Firenze, il 13 febbraio 1886 da Giuseppe Mecherini e Giulia Righi; allieva  dei Maestri Tito Lessi e Guido Spadolini, manifestò presto la sua innata vocazione artistica, partecipando ad esposizioni d'arte in Firenze, frequentando nel contempo studi artistici qualificati per perfezionare le tecniche della pittura e dell'acquaforte.
Tra le opere realizzate dalla pittrice fiorentina meritano citazione lavori come il "trittico"  commissionatole  nel 1922 dalla Fondazione Cassa di Risparmio di Firenze, unitamente a quadri per la sede degli uffici e la collaborazione artistica richiestale  dalla casa editrice Fratelli Alinari per  l'illustrazione di una pubblicazione, edita nel 1925, dedicata alle famose "Veglie di Neri", del noto scrittore toscano Renato Fucini, collaborazione caldeggiata dal critico d'arte, giornalista e sceneggiatore Cipirano Giachetti, consulente della casa editrice ed estimatore dell'opera della Mecherini.
Sempre come illustratrice la Mecherini collaborò con altri editori, come il  Paravia, nel 1943 e nel 1950, per la quale illustrò il volume "La viandante delle Corti" di Olga Visentini e Franceschini per "Sei baroni e un arrotino", nonché Pozzi per "La vita eroica di Padre Reginaldo Giuliani",nel 1939.
L'attività dell'artista è stata intensa  negli anni, con la partecipazione a mostre anche internazionali e l'esecuzione di quadri e disegni su ordinazione, per un totale di oltre 300 opere, secondo la stima  del Kunsthistorisches Institut di Firenze. Alcuni disegni della Mecherini sono presso il Gabinetto dei disegni e delle stampe della Galleria degli Uffizi di Firenze; quattro suoi quadri sono depositati presso la Galleria d'arte Moderna di Palazzo Pitti, in Firenze.
La pittrice muore a Firenze, nel 1960.